# Béla Imrédy
Béla Imrédy (ur. 29 grudnia 1891 w Budapeszcie, zm. 28 lutego 1946 tamże) – węgierski polityk, premier Węgier w latach 1938–1939.

## Młodość
Imrédy urodził się w 1891 roku w Budapeszcie, w katolickiej rodzinie. Przed rozpoczęciem pracy w ministerstwie finansów, studiował prawo. W 1928 roku, po przepracowaniu kilku lat w ministerstwie, Imrédy został mianowany prezesem Narodowego Banku Węgier.
W 1932 roku Imrédy został mianowany ministrem finansów w rządzie ówczesnego faszystowskiego premiera, Gyuli Gömbösa. Po swojej rezygnacji z tej funkcji w 1935 roku, Imrédy ponownie objął stanowisko prezesa Narodowego Banku Węgier.
Znany ze swojej ambicji Imrédy starał się przetrzymywać swoje prawicowe poglądy na rzecz dobra polityki wewnętrznej i społecznej kraju. W polityce zagranicznej był zwolennikiem polityki probrytyjskiej.

## Premier Węgier
W maju 1938 roku z funkcji premiera kraju ustąpił Kálmán Darányi. Wówczas regent Węgier, Miklós Horthy, mianował Imrédyego na stanowisko premiera Węgier. W pierwszych miesiącach urzędowania Imrédy prowadził politykę zagraniczną nastawioną na polepszeniu relacji z Wielką Brytanią, co jednoznacznie doprowadziło do ochłodzenia stosunków z Niemcami i Włochami.
Jesienią 1938 roku Imrédy zmienił kurs polityki zagranicznej na proniemiecką oraz prowłoską, jednocześnie dążył do zdominowania swojej pozycji w kręgach węgierskiej prawicy. W ciągu następnych miesięcy Imrédy drastycznie zmienił i zradykalizował swoją politykę doprowadzając m.in. do zmniejszenia wolności słowa oraz prasy.
W lutym 1939 roku przeciwnicy polityczni premiera złożyli Miklósowi Horthyemu dowody świadczące o żydowskich korzeniach Imrédyego. Horthy przedstawił dowody Imrédyemu, który nie mogąc im zaprzeczyć, ostatecznie podał się do dymisji.

## Lata późniejsze
W 1940 roku Imrédy służył w węgierskiej armii, a w październiku tego samego roku założył profaszystowską i antysemicką Partię Węgierskiego Odnowienia.
Po wkroczeniu niemieckich wojsk na terytorium Węgier w 1944 roku, Imrédy został plenipotentem (pełnomocnikiem) Edmunda Veesenmayera i jednym z głównych kandydatów do objęcia stanowiska premiera Węgier. Horthy ostatecznie nie został przekonany do poparcia Imrédyego, a premierem został wówczas Döme Sztójay.

## Śmierć

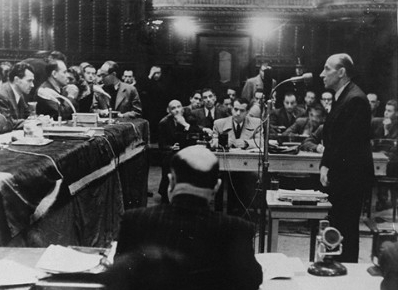
Imrédy przed węgierskim trybunałem ludowym

Po opuszczeniu Węgier przez wojska III Rzeszy, Imrédy został aresztowany i postawiony przed węgierski trybunał ludowy. Jego proces rozpoczął się w listopadzie 1945 roku. Oskarżony i uznany winnym kolaboracji, a także  zbrodni wojennych, Imrédy został skazany na śmierć przez rozstrzelanie.
Wyrok został wykonany 28 lutego 1946 roku na dziedzińcu więzienia przy ulicy Markó w Budapeszcie.